# Snooker-Saison 2015/16
Die Snooker-Saison 2015/16 war eine Serie von Snooker-Turnieren, die der Main Tour angehörten. In dieser Saison fand der nach 2011 wiederbelebte Snooker World Cup statt.
Der World Grand Prix wurde zum Weltranglistenturnier aufgewertet, und weiterhin mit den Top 32 der Ein Jahres Rangliste veranstaltet. In dieser Saison fand die Players Tour Championship (European Tour) zum letzten Mal statt. Erstmals machte die Players Tour Championship in Gibraltar Station. In der Folgesaison wurde die Players Tour Championship (European Tour) durch die Home Nations Series abgelöst, sowie durch das European Masters das als neues Weltranglistenturnier in Kontinental-Europa veranstaltet wird.               

## Saisonergebnisse
| Datum                             | Turnier                                   | Austragungsort | Art                   | Sieger             | Finalist          | Ergebnis |
| 15. bis 21. Juni 2015             | World Cup 2015                            | Wuxi           | Einladungsturnier     | China B            | Schottland        | 4:1      |
| 29. Juni bis 5. Juli 2015         | Australian Goldfields Open 2015           | Bendigo        | Weltranglistenturnier | John Higgins       | Martin Gould      | 9:8      |
| 07. bis 12. September 2015        | 6-Red World Championship 2015             | Bangkok        | Einladungsturnier     | Thepchaiya Un-Nooh | Liang Wenbo       | 8:2      |
| 14. bis 20. September 2015        | Shanghai Masters 2015                     | Shanghai       | Weltranglistenturnier | Kyren Wilson       | Judd Trump        | 10:9     |
| 25. Oktober bis 1. November 2015  | International Championship 2015           | Daqing         | Weltranglistenturnier | John Higgins       | David Gilbert     | 10:5     |
| 10. bis 15. November 2015         | Champion of Champions 2015                | Coventry       | Einladungsturnier     | Neil Robertson     | Mark Allen        | 10:5     |
| 24. November bis 6. Dezember 2015 | UK Championship 2015                      | York           | Weltranglistenturnier | Neil Robertson     | Liang Wenbo       | 10:5     |
| 10. bis 17. Januar 2016           | Masters 2016                              | London         | Einladungsturnier     | Ronnie O’Sullivan  | Barry Hawkins     | 10:1     |
| 30. bis 31. Januar 2016           | World Seniors Championship 2016           | Preston        | Einladungsturnier     | Mark Davis         | Darren Morgan     | 2:1      |
| 03. bis 7. Februar 2016           | German Masters 2016                       | Berlin         | Weltranglistenturnier | Martin Gould       | Luca Brecel       | 9:5      |
| 12. bis 14. Februar 2016          | Snooker Shoot-Out 2016                    | Reading        | Einladungsturnier     | Robin Hull         | Luca Brecel       | 50:36    |
| 15. bis 21. Februar 2016          | Welsh Open 2016                           | Cardiff        | Weltranglistenturnier | Ronnie O’Sullivan  | Neil Robertson    | 9:5      |
| 02. bis 3. März 2016              | Championship League 2016 (Winners’ Group) | Stock          | Einladungsturnier     | Judd Trump         | Ronnie O’Sullivan | 3:2      |
| 08. bis 13. März 2016             | World Grand Prix 2016                     | Llandudno      | Weltranglistenturnier | Shaun Murphy       | Stuart Bingham    | 10:9     |
| 28. März bis 3. April 2016        | China Open 2016                           | Peking         | Weltranglistenturnier | Judd Trump         | Ricky Walden      | 10:4     |
| 16. April bis 2. Mai 2016         | World Championship 2016                   | Sheffield      | Weltranglistenturnier | Mark Selby         | Ding Junhui       | 18:14    |

### Players Tour Championship
| Nr     | Datum                          | Turnier                               | Austragungsort | Sieger          | Finalist      | Ergebnis |
| 1      | 29. Juli bis 2. August 2015    | ET Event 1 – Riga Open 2015           | Riga           | Barry Hawkins   | Tom Ford      | 4:1      |
| 2      | 26. August bis 30. August 2015 | ET Event 2 – Paul Hunter Classic 2015 | Fürth          | Allister Carter | Shaun Murphy  | 4:3      |
| 3      | 07. bis 11. Oktober 2015       | ET Event 3 – Ruhr Open 2015           | Mülheim        | Rory McLeod     | Tian Pengfei  | 4:2      |
| 4      | 19. bis 23. Oktober 2015       | AT Event 1 – Haining Open 2015        | Haining        | Ding Junhui     | Ricky Walden  | 4:3      |
| 5      | 04. bis 8. November 2015       | ET Event 4 – Bulgarian Open 2015      | Sofia          | Mark Allen      | Ryan Day      | 4:0      |
| 6      | 09. bis 13. Dezember 2015      | ET Event 5 – Gibraltar Open 2015      | Gibraltar      | Marco Fu        | Michael White | 4:1      |
| 7      | 24. bis 28. Februar 2016       | ET Event 6 – Gdynia Open 2016         | Gdynia         | Mark Selby      | Martin Gould  | 4:1      |
| Finale | 22. bis 27. März 2016          | Grand Finals                          | Manchester     | Mark Allen      | Ricky Walden  | 10:6     |

## Qualifikation für die Main Tour 2015/16 und 2016/17
Neben den 64 bestplatzierten Spielern der Weltrangliste am Ende der Saison 2014/15 und 30 Spielern, die für die Saisons 2014/15 und 2015/16 einen garantierten Startplatz bekamen, erhielten 31 weitere Spieler einen Startplatz für die Spielzeiten 2015/16 und 2016/17.
Als IBSF-Weltmeister qualifizierte sich auch Yan Bingtao. Da er aber kein Visum für eine Einreise nach England erhielt, wurde die Gültigkeit seines Startplatzes auf den Beginn der nächsten Saison verschoben. Er war damit auch für die Saison 2017/18 qualifiziert. Den offenen Platz für diese Saison erhielt der Brasilianer Igor Figueiredo.
| Qualifikation über die European Tour Order of Merit 1. Chris Wakelin 2. Fraser Patrick 3. Noppon Saengkham 4. Jamie Cope 5. Jimmy White 6. Allan Taylor 7. Nigel Bond 8. James Cahill Qualifikation über die Asian Tour Order of Merit 1. Ross Muir 2. Sean O’Sullivan 3. Zhang Yong 4. Alfred Burden | Qualifikation über die Q School (Turnier 1 und Turnier 2) 1. Sydney Wilson 2. Daniel Wells 3. Eden Sharav 4. Rhys Clark 5. Jason Weston 6. Gareth Allen 7. Duane Jones 8. Paul Davison Qualifikation über die EBSA Amateur Play Offs 1. Sanderson Lam 2. Martin O’Donnell | Internationale Meisterschaften 1. Hossein Vafaei (IBSF-U21-Weltmeister) 2. Michael Wild (EBSA-Europameister) 3. Darryl Hill (EBSA-U21-Europameister) 4. Hamza Akbar (ACBS-Asienmeister) 5. Akani Songsermsawad (ACBS-U21-Asienmeister) 6. Itaro Santos (Amerika-Meister) 7. Vinnie Calabrese (OBSF-Ozeanien-Meister) 8. Hatem Yaseen (ABSC-Afrika-Meister) Wildcard 1. Igor Figueiredo |

## Preisgeld
Die Tabelle zeigt eine Übersicht über die in dieser Saison verteilten Preisgelder, die in die Weltrangliste einflossen. Alle Beträge sind in Pfund angegeben. Preisgelder in anderen Währungen wurden mit einem festgesetzten Wechselkurs (1 GBP = 2 AUD und 1 GBP = 1,333 EUR) in Pfund umgerechnet.
| Runde                                    |                                |                                    | Letzte 128                      | Letzte 64                         | Letzte 32                        | Achtelfinale | Viertelfinale | Halbfinale | Zweiter | Sieger  |
| ---------------------------------------- | ------------------------------ | ---------------------------------- | ------------------------------- | --------------------------------- | -------------------------------- | ------------ | ------------- | ---------- | ------- | ------- |
|                                          |                                |                                    | Plätze 1–64 vs. Plätze 65–128   |                                   |                                  |              |               |            |         |         |
| International Championship               |                                |                                    | 0                               | 4.000                             | 7.000                            | 12.000       | 17.500        | 30.000     | 65.000  | 125.000 |
| UK Championship                          |                                |                                    | 0                               | 4.000                             | 9.000                            | 12.000       | 20.000        | 30.000     | 70.000  | 150.000 |
| German Masters                           |                                |                                    | 0                               | 1.500                             | 3.000                            | 3.750        | 7.500         | 15.000     | 26.250  | 60.000  |
| Welsh Open                               |                                |                                    | 0                               | 2.000                             | 3.000                            | 5.000        | 10.000        | 20.000     | 30.000  | 60.000  |
| China Open                               |                                |                                    | 0                               | 4.000                             | 6.500                            | 8.000        | 12.500        | 21.000     | 35.000  | 85.000  |
| European Tour                            |                                |                                    | 0                               | 525                               | 900                              | 1.725        | 3.000         | 4.500      | 9.000   | 18.750  |
| Asian Tour                               |                                |                                    | 0                               | 400                               | 800                              | 1.300        | 1.750         | 3.500      | 6.500   | 13.500  |
| Players Tour Championship (Finalturnier) |                                |                                    | –                               | –                                 | 4.000                            | 7.000        | 12.500        | 20.000     | 38.000  | 100.000 |
| Runde                                    | Letzte 128                     | Letzte 96                          | Letzte 64                       | Letzte 48                         | Letzte 32                        | Achtelfinale | Viertelfinale | Halbfinale | Zweiter | Sieger  |
|                                          | Plätze 65–96 vs. Plätze 97–128 | Plätze 33–64 vs. Sieger Letzte 128 | Sieger Letzte 96 gegeneinander  | Plätze 17–32 vs. Sieger Letzte 64 | Plätze 1–16 vs. Sieger Letzte 48 |              |               |            |         |         |
| Australian Goldfields Open               | 0                              | 250                                | 500                             | 1.000                             | 4.500                            | 6.000        | 8.500         | 10.000     | 16.000  | 37.500  |
| Shanghai Masters                         | 0                              | 500                                | 2.000                           | 3.000                             | 6.000                            | 8.000        | 12.000        | 19.500     | 35.000  | 85.000  |
| Runde                                    |                                | Letzte 144                         | Letzte 80                       | Letzte 48                         | Letzte 32                        | Achtelfinale | Viertelfinale | Halbfinale | Zweiter | Sieger  |
|                                          |                                | Plätze 17–80 vs. Plätze 81–144     | Sieger Letzte 144 gegeneinander | Sieger Letzte 80 gegeneinander    | Plätze 1–16 vs. Sieger Letzte 48 |              |               |            |         |         |
| Snookerweltmeisterschaft                 |                                | 0                                  | 6.600                           | 9.900                             | 13.250                           | 22.000       | 33.000        | 66.000     | 137.500 | 330.000 |

1. 1 2 3 4 5 6 7  
Für gesetzte Spieler, die ihr erstes Spiel verloren, wurde das Preisgeld nicht für die Rangliste gewertet.